# Stade Marcelo Bielsa
Le stade Marcelo Bielsa, surnommé El Coloso del Parque, est un stade de football inauguré en 1911 et situé à Rosario en Argentine. Il accueille les matchs à domicile du club des Newell's Old Boys, évoluant en première division.
Ce stade n'avait aucun nom officiel jusqu'en 2009, quand le stade est baptisé d'après Marcelo Bielsa, ancien joueur et entraîneur des Newell's Old Boys et ancien sélectionneur argentin.

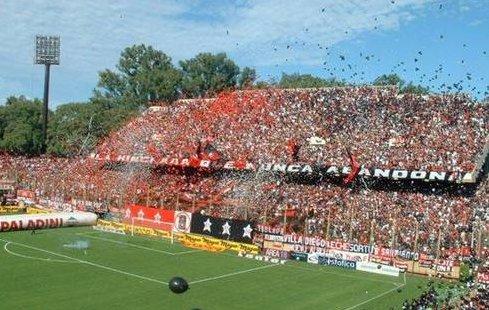
El Coloso del Parque